# Maison Lambert (Périgueux)
Pour les articles homonymes, voir Maison Lambert.
La maison Lambert (parfois appelée maison des Colonnes) est une maison française implantée à Périgueux dans le département de la Dordogne, en région Nouvelle-Aquitaine. Elle a été édifiée au XVIe siècle.

## Présentation
La maison Lambert se situe en Périgord, au centre du département de la Dordogne, dans le secteur sauvegardé du centre-ville de Périgueux, en rive droite de l'Isle. C'est une propriété privée sise 17 boulevard Georges Saumande.
Attenante à la maison des Consuls, elle fait partie de l'ensemble dit des maisons des Quais.

## Histoire
La construction de la maison Lambert remonte à la première moitié du XVIe siècle.
Au XVIIIe siècle, elle est occupée par une famille d'architectes, les Lambert, à l'origine du nom actuel de la demeure.
Jusqu'aux années 1860 qui ont vu l'édification de la route impériale 21 de Paris à Barèges (actuel boulevard Georges-Saumande à Périgueux), son accès pouvait s'effectuer directement depuis l'Isle.
En 1889, la maison Lambert est classée au titre des monuments historiques.
Faute d'entretien, son état s'est détérioré. Dès 1942, le maître d'œuvre chargé de travaux intérieurs prévient le maire de Périgueux de « l'état de délabrement lié au manque d'entretien ».
En 2021, un compromis de vente est en cours de signature entre l'actuel propriétaire et un investisseur concernant cet édifice et les deux qui lui font suite aux nos 18 et 19 du même boulevard, pour les réhabiliter en un ensemble d'une douzaine d'appartements. La maison du no 19, qui est inscrite au titre des monuments historiques depuis 1927, est en mauvais état, si bien que la Ville de Périgueux a pris un arrêté de péril la concernant en janvier 2020. Des travaux d'ampleur étaient prévus en 2023 pour restaurer la maison Lambert et les deux immeubles suivants, aux 18 et 19 du boulevard Georges-Saumande, afin de créer onze appartements mais rien n'a été mis en œuvre. En 2025, une autre société de restauration immobilière envisage d'y créer seize logements de standing T1 et T2 pour des travaux prévus de 2026 à 2028.

## Architecture
Côté rivière, la façade sud-est de style Renaissance offre au regard une galerie sculptée sur deux niveaux (l'étage inférieur se trouvant au-dessous du niveau du boulevard) surmontés d'une balustrade. Les deux ailes en équerre du logis présentent trois lucarnes à meneaux ornées.
Dans l'étroite ruelle située à l'arrière, la rue du Port de Graule, l'architecture plus austère remonte au XIVe siècle.
L'ensemble est en mauvais état.

## Galerie de photos

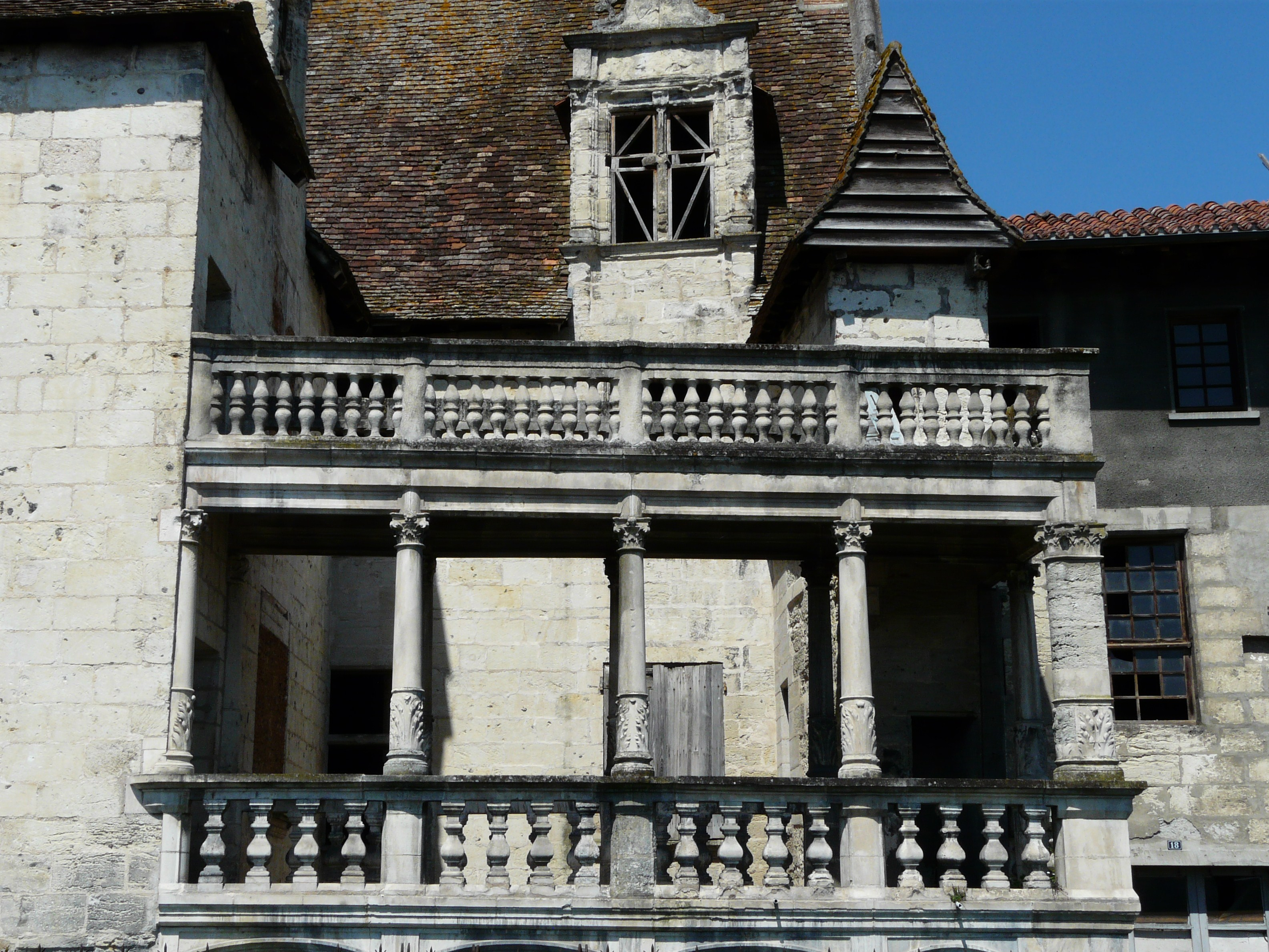
La galerie du premier étage.
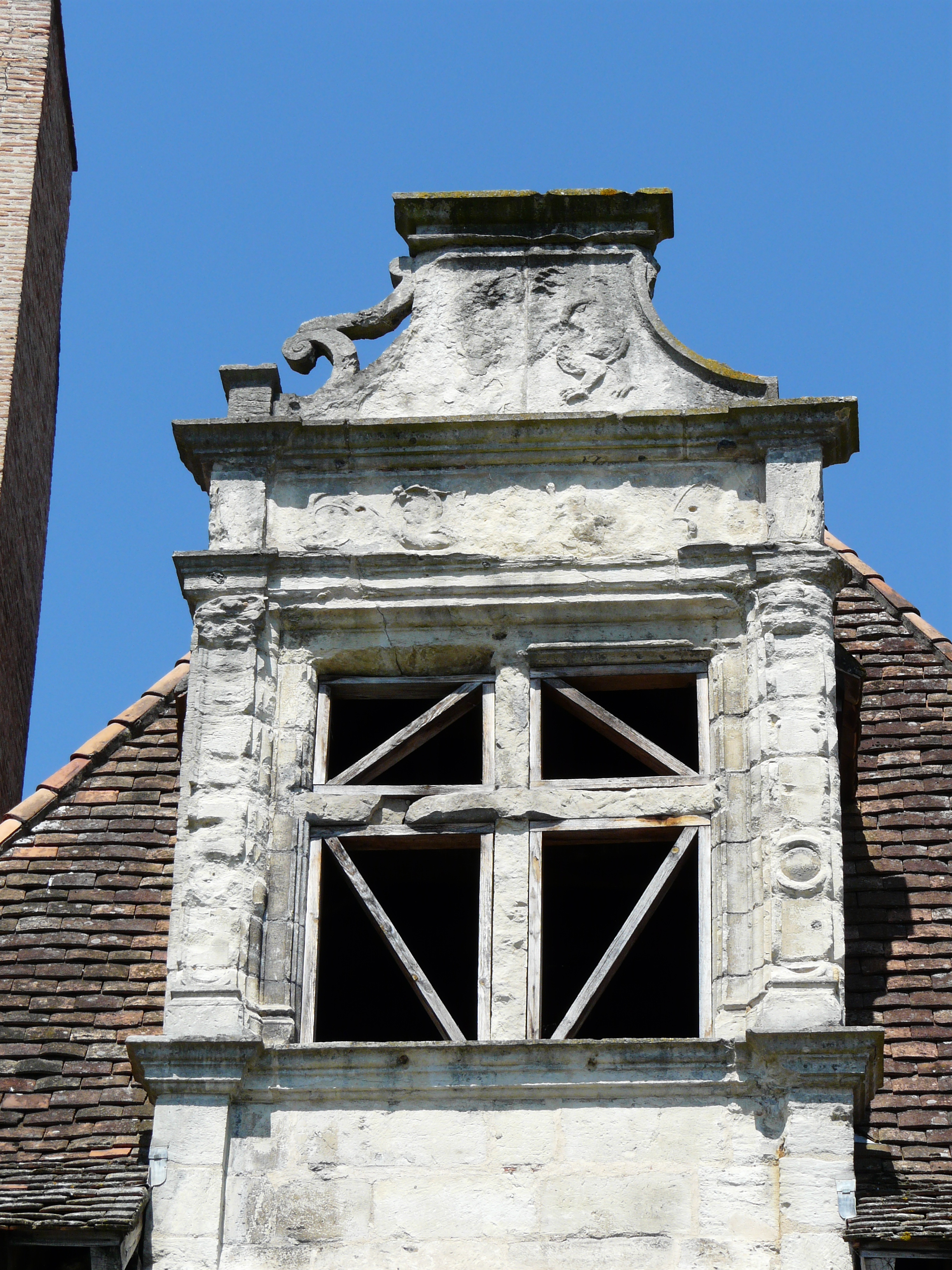
Une des trois lucarnes.
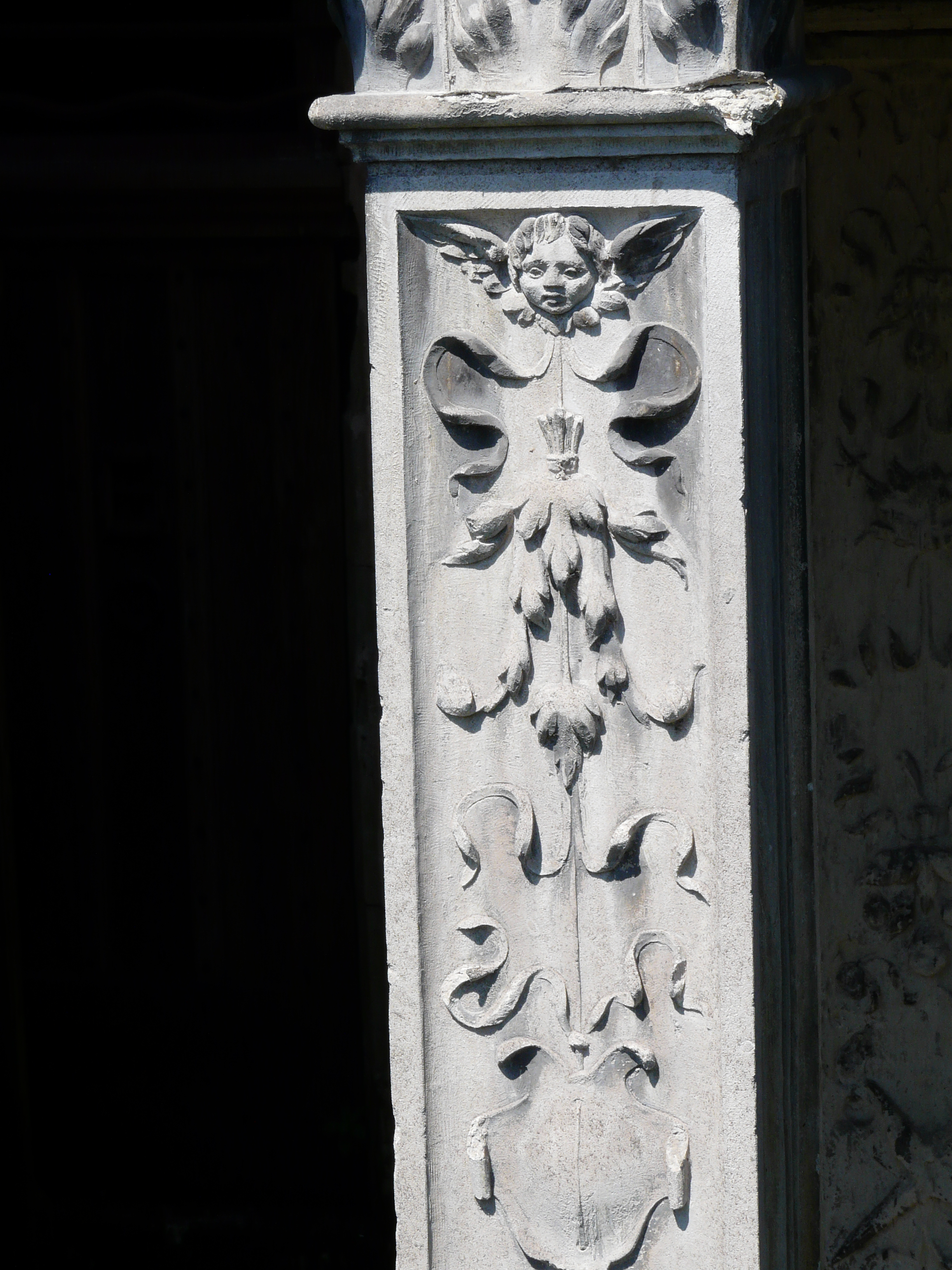
Sculptures d'une colonne du rez-de-chaussée.
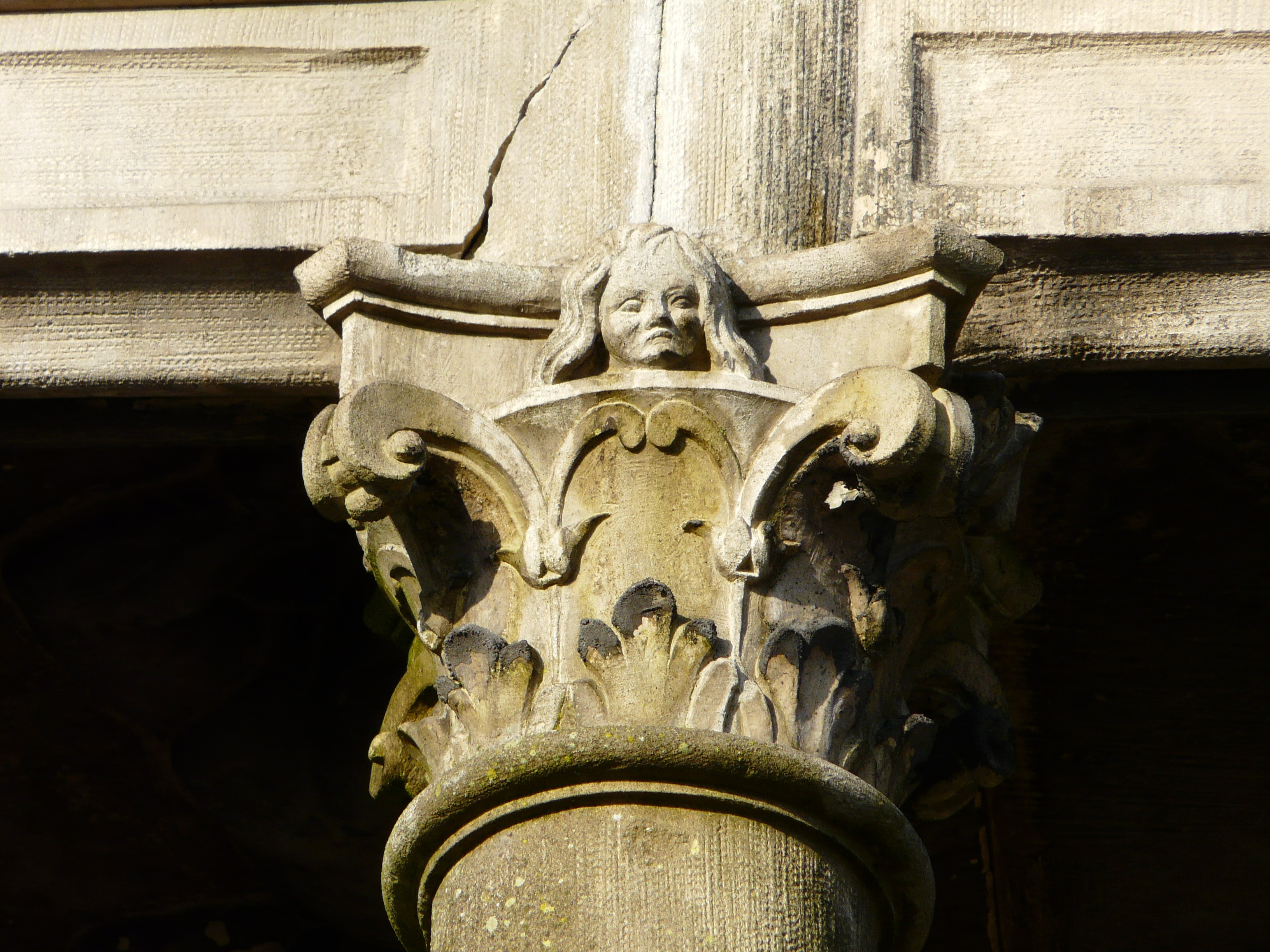
Chapiteau sculpté.